# Cadre-47/1-Europameisterschaft 1981

Logo CEB (ausrichtender Verband)

Veranstaltungsort: Moyeuvre-Grande

Die Cadre-47/1-Europameisterschaft 1981 war das 22. Turnier in dieser Disziplin des Karambolagebillards und fand vom 26. Februar bis zum 1. März 1981 in Moyeuvre-Grande, im französischen Département Moselle statt. Es war die siebte Cadre-47/1-Europameisterschaft in Frankreich.

## Geschichte
Der 20-jährige Luxemburger Fonsy Grethen sicherte sich bei seiner ersten Teilnahme an einer Cadre 47/1-EM gleich den Titel. Er verlor nur eine Partie in der Vorrunde gegen Francis Connesson. Der Titelverteidiger Ludo Dielis verlor in der Vorrunde gegen Grethen und in der Endrunde gegen Thomas Wildförster. Das reichte in der Endabrechnung zu Platz zwei. Für den Deutschen Meister verlief das Turnier etwas unglücklich. In der Vorrunde gelang dem nach Dänemark ausgewanderten Tini Wijnen nur eine Glanzpartie, in der er Wildförster mit 300:100 in sechs Aufnahmen besiegte. Und diese musste Wildförster mit in die Endrunde nehmen. Damit reichte es am Ende nur zu Platz vier.

## Turniermodus
Es wurde in zwei Gruppen à fünf Spielern eine Vorrunde im Round Robin System bis 300 Punkte gespielt. Die beiden Gruppenbesten kamen in die Endrunded. Die gespielten Partien aus der Vorrunde wurden übernommen. Die Plätze 5–10 wurden ausgespielt. Bei MP-Gleichstand wird in folgender Reihenfolge gewertet:
1. MP = Matchpunkte
2. GD = Generaldurchschnitt
3. HS = Höchstserie

## Vorrundentabellen
| MP    | Match Points (Sieger = 2; Unentschieden = 1; Verlierer = 0) |
| Pkte. | Erzielte Karambolagen                                       |
| Aufn. | Benötigte Versuche                                          |
| GD    | Generaldurchschnitt                                         |
| BED   | Bester Einzeldurchschnitt eines Spielers                    |
| HS    | Höchstserie                                                 |
|       | Bester GD des Turniers                                      |
|       | Bester ED des Turniers                                      |
|       | Beste HS des Turniers                                       |
|       | 1. Platz (Gold)                                             |
|       | 2. Platz (Silber)                                           |
|       | 3. Platz (Bronze)                                           |

| Platz | Name               | MP  | Pkte | Aufn. | GD    | BED   | HS  |
| ----- | ------------------ | --- | ---- | ----- | ----- | ----- | --- |
| 1     | Thomas Wildförster | 6:2 | 1000 | 42    | 23,80 | 37,50 | 159 |
| 2     | Tini Wijnen        | 6:2 | 1177 | 75    | 15,69 | 50,00 | 199 |
| 3     | Hans Vultink       | 4:4 | 899  | 34    | 26,44 | 37,50 | 195 |
| 4     | Willy Wesenbeek    | 4:4 | 876  | 55    | 15,92 | 37,50 | 208 |
| 5     | Kurt Mastny        | 0:8 | 778  | 64    | 12,15 | –     | 93  |

| Platz | Name              | MP  | Pkte | Aufn. | GD    | BED   | HS  |
| ----- | ----------------- | --- | ---- | ----- | ----- | ----- | --- |
| 1     | Fonsy Grethen     | 6:2 | 1157 | 50    | 23,14 | 25,00 | 113 |
| 2     | Ludo Dielis       | 6:2 | 1176 | 58    | 20,27 | 50,00 | 163 |
| 3     | Francis Connesson | 4:4 | 1164 | 45    | 25,86 | 60,00 | 127 |
| 4     | Javier Arenaza    | 2:6 | 764  | 56    | 13,64 | 13,04 | 79  |
| 5     | Jean Arnaud       | 2:6 | 742  | 57    | 13,01 | 20,00 | 96  |

### Platzierungsspiele
| Platz            | Name              | MP  | Pkte | Aufn. | GD     | BED    | HS  |
| ---------------- | ----------------- | --- | ---- | ----- | ------ | ------ | --- |
| Spiel um Platz 9 |                   |     |      |       |        |        |     |
| 9                | Jean Arnaud       | 2:0 | 300  | 17    | 17,64  | 17,64  | 56  |
| 10               | Kurt Mastny       | 0:2 | 264  | 17    | 15,52  | –      | 114 |
| Spiel um Platz 7 |                   |     |      |       |        |        |     |
| 7                | Willy Wesenbeek   | 2:0 | 300  | 12    | 25,00  | 25,00  | 163 |
| 8                | Javier Arenaza    | 0:2 | 274  | 12    | 22,83  | –      | 143 |
| Spiel um Platz 5 |                   |     |      |       |        |        |     |
| 5                | Francis Connesson | 2:0 | 300  | 3     | 100,00 | 100,00 | 156 |
| 6                | Hans Vultink      | 0:2 | 9    | 3     | 3,00   | –      | 4   |

## Endrunde
| Platz | Name               | MP  | Pkte | Aufn. | GD    | BED   | HS  |
| ----- | ------------------ | --- | ---- | ----- | ----- | ----- | --- |
| 1     | Fonsy Grethen      | 6:0 | 900  | 50    | 18,00 | 23,07 | 186 |
| 2     | Ludo Dielis        | 2:4 | 816  | 36    | 22,66 | 33,33 | 115 |
| 3     | Tini Wijnen        | 2:4 | 738  | 34    | 21,70 | 50,00 | 199 |
| 4     | Thomas Wildförster | 2:4 | 530  | 28    | 18,92 | 33,33 | 123 |

## Abschlusstabelle
| Platz                      | Name               | Spiele | MP   | Pkte | Aufn. | GD    | BED    | HS  |
| -------------------------- | ------------------ | ------ | ---- | ---- | ----- | ----- | ------ | --- |
| 1                          | Fonsy Grethen      | 6      | 10:2 | 1757 | 82    | 21,42 | 25,00  | 186 |
| 2                          | Ludo Dielis        | 6      | 8:4  | 1716 | 76    | 22,57 | 50,00  | 163 |
| 3                          | Tini Wijnen        | 6      | 6:6  | 1615 | 103   | 15,67 | 50,00  | 199 |
| 4                          | Thomas Wildförster | 6      | 8:4  | 1430 | 64    | 22,34 | 37,50  | 159 |
| 5                          | Francis Connesson  | 5      | 6:4  | 1464 | 48    | 30,50 | 100,00 | 156 |
| 6                          | Hans Vultink       | 5      | 4:6  | 908  | 37    | 24,54 | 37,50  | 195 |
| 7                          | Willy Wesenbeek    | 5      | 6:4  | 1176 | 67    | 17,55 | 37,50  | 208 |
| 8                          | Javier Arenaza     | 5      | 2:8  | 1038 | 68    | 15,26 | 13,04  | 143 |
| 9                          | Jean Arnaud        | 5      | 4:6  | 1042 | 74    | 14,08 | 20,00  | 96  |
| 10                         | Kurt Mastny        | 5      | 0:10 | 1042 | 81    | 12,86 | –      | 114 |
| Turnierdurchschnitt: 18,84 |                    |        |      |      |       |       |        |     |